# Yafteh
Yafteh is een grot en archeologische vindplaats uit het laatpaleolithicum, gelegen aan de voet van de Yafteh-berg in het Zagrosgebergte, ten noordwesten van Khorramabad in het westen van de Zagros, in de provincie Lorestan in het westen van Iran.
Yafteh werd in juli 2025 als een van de prehistorische sites van de Khorramabadvallei deel van een nieuwe culturele werelderfgoederkenning tijdens de 47e sessie van de UNESCO Commissie voor het Werelderfgoed.

## Beschrijving
Yafteh heeft het grootste aantal C14-data van één enkele paleolithische vindplaats in Iran opgeleverd, welke zijn geclusterd op ongeveer 28-35 duizend jaar geleden. Bij meerdere opgravingen werd in de vroege laatpaleolithische lagen een rijke verzameling sieraden gemaakt van zeeschelpen, tanden en hematiet gevonden. De collectie werd geanalyseerd en gepubliceerd door Sonia Shidrang in het Iranian Journal of Archaeology and History.

## Geschiedenis van het onderzoek
De site werd in de jaren 60 van de 20e eeuw gevonden en daarna opgegraven door twee Amerikaanse archeologen, Frank Hole en Kent Flannery. Het bevatte een dikke reeks lagen uit het laatpaleolithicum die klingen en andere stenen gereedschappen opleverden. Een aantal C14-data geven aan dat de site voornamelijk tussen 30.000 en 35.000 BP werd bewoond. Hole en Flannery publiceerden enkele resultaten van hun opgravingen in Yafteh in een artikel over hun opgravingen op prehistorische vindplaatsen in Lorestan en Dehloran.
De lithische assemblages van de opgravingen uit 1967 werden in 2005 opnieuw geanalyseerd door Bordes en Shidrang, en waren het hoofdonderwerp van een MA-scriptie in 2007.
De site werd in 2005 opnieuw opgegraven door een gezamenlijk Belgisch-Iraans team onder leiding van Marcel Otte en Fereidoun Biglari en in 2008 door Otte en Sonia Shidrang.
- Virtual International Authority File: 138144647635245786855